# Nemesia athiasi
Nemesia athiasi is een spinnensoort in de taxonomische indeling van de bruine klapdeurspinnen (Nemesiidae).
Nemesia athiasi werd in 1920 beschreven door Franganillo.